# 신경절제술
신경절제술(神經切除術)은 신경 섬유를 절단하거나 일부를 절제하는 수술을 일컫는 말이다.

## 같이 보기
- 신경차단술